# جری بیکر (بازیکن فوتبال، زاده ۱۹۳۸)
جری بیکر (انگلیسی: Gerry Baker؛ زادهٔ ۱۶ سپتامبر ۱۹۳۸) بازیکن فوتبال اهل بریتانیا است.
از باشگاه‌هایی که در آن بازی کرده‌است می‌توان به باشگاه فوتبال ناتینگهام فارست، باشگاه فوتبال یورک سیتی، و باشگاه فوتبال ویگان اتلتیک اشاره کرد.